# Luís Eduardo Marques dos Santos
Luís Eduardo Marques dos Santos, meglio noto come Dudu (Gama, 30 maggio 1997), è un calciatore brasiliano, difensore dell'Athl. Paranaense.

## Caratteristiche tecniche
È un terzino destro.

## Carriera
Cresciuto nel settore giovanile del Figueirense, ha esordito in prima squadra il 27 novembre 2016 disputando l'incontro del Brasileirão vinto 1-0 contro il Fluminense.

## Palmarès

### Club

#### Competizioni statali
- Campionato Goiano: 2

Atl. Goianiense: 2020, 2022
- Campionato Cearense: 1

Fortaleza: 2023

#### Competizioni regionali
- Copa do Nordeste: 1

Fortaleza: 2024